# 前202年
| 千纪： | 前1千纪 |
| 世纪： | 前4世纪 \| 前3世纪 \| 前2世纪                                                                                         |
| 年代： | 前230年代 \| 前220年代 \| 前210年代 \| 前200年代 \| 前190年代 \| 前180年代 \| 前170年代                               |
| 年份： | 前207年 \| 前206年 \| 前205年 \| 前204年 \| 前203年 \| 前202年 \| 前201年 \| 前200年 \| 前199年 \| 前198年 \| 前197年 |
| 纪年： | 西汉汉高帝五年 |

## 大事记
- 中國
  - 漢置長安縣、无锡县。
  - 十二月垓下之戰，漢滅楚統一天下，汉王刘邦即皇帝位。
  - 七月，燕王臧荼起兵反漢。
  - 十月，劉邦率軍親征滅燕，俘殺臧荼。劉邦立盧綰為燕王。
  - 漢高祖冊封無諸為閩越王，封國閩越，首都冶城位於今之福州；徙封衡山王吳芮為長沙王，首都臨湘。
- 10月19日——大西庇阿于扎马战役击败汉尼拔。迦太基乞和。
- 第五次敘利亞戰爭（前202-前195年）。

## 出生
- 孝惠皇后張氏，漢惠帝皇后，惠帝之姐魯元公主之女，呂雉外孫女。

## 逝世
- 西楚霸王项羽，秦朝末期著名的将领（前232年出生）。
- 齐王田横（出生日时间不详）。
- 張耳，曾被項羽封為常山王，後來被漢高祖封為趙王。
- 臧荼，反秦戰爭中的將領，一度為項羽十八諸侯之一，封燕王，後來歸附漢朝，在消滅異姓王風潮中，被劉邦所殺。
- 吳芮，秦朝時任番陽令，號曰番君，一度為項羽十八諸侯之一，封衡山王，後來歸附漢朝，成為第一代長沙王。